# Druk Star Thimphu
Druk Star Thimphu, Druk Star FC – klub piłkarski z Bhutanu. Swoją siedzibę ma w stolicy kraju, Thimphu. Gra na stadionie Changlimithang. Klub został założony w 2002. Podczas swojej krótkiej historii drużyna 2-krotnie zdobyła mistrzostwo Bhutanu (2001, 2009).

## Sukcesy
- Mistrzostwo Bhutanu (2 razy): 2001, 2009